# Марвін Себальйос
Марвін Себальйос (ісп. Marvin Ceballos, нар. 22 квітня 1992, Гватемала) — гватемальський футболіст, півзахисник клубу «Депортіво Сінабахул» та національної збірної Гватемали. Виступав також за низку гватемальських і закордонних клубів.

## Клубна кар'єра
У професійному футболі Марвін Себальйос дебютував 2011 року виступами за команду «Комунікасьйонес», в якій грав до 2015 року, взявши участь у 69 матчах чемпіонату, та став триразовим чемпіоном Гватемали. У 2015 році футболіст перейшов до американського клубу Північноамериканської футбольної ліги «Інді Ілевен», а в 2016 році грав у іншому клубі цієї ж ліги «Кароліна Рейлгоукс».
У 2017 році Себальйос повернувся на батьківщину до клубу «Антігуа-Гватемала», але ще в цьому ж році футболіст знову став гравцем свого колишнього клубу «Комунікасьйонес», у якому грав до 2019 року. У 2019 році півзахисник спочатку грав у гватемальському клубі «Гвастатоя», але ще в цьому ж році перейшов до мексиканського клубу «Універсідад де Гвадалахара». У 2020 році гравець повернувся до клубу «Гвастатоя», у складі якого в цьому ж році ще раз став чемпіоном країни. У 2021 році Себальйос знову став гравцем клубу «Універсідад де Гвадалахара», у якому грав до 2022 року. З 2022 року футболіст грає в гватемальському клубі «Депортіво Сінабахул».

## Виступи за збірні
У 2010 році Марвін Себальйос дебютував в офіційних матчах у складі національної збірної Гватемали. У 2011 році футболіст залучався до складу молодіжної збірної Гватемали. На молодіжному рівні зіграв в 11 офіційних матчах, забив 1 гол. У складі національної збірної Себальйос був учасником розіграшу Золотого кубка КОНКАКАФ 2021 року у США. У національній збірній станом на початок 2025 року футболіст зіграв 28 матчів, у яких відзначився 6 забитими голами.

## Титули і досягнення
- Чемпіон Гватемали (4):

«Комунікасьйонес»: Клаусура 2011, Клаусура 2014, Клаусура 2015
«Гвастатоя»: Апертура 2020